# Lactoria fornasini

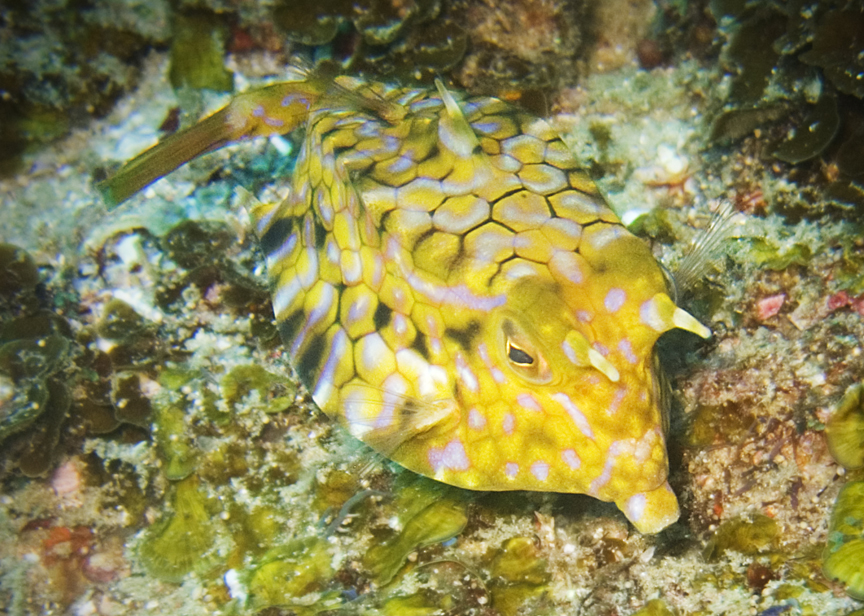
Lactoria fornasini

Lactoria fornasini és una espècie de peix de la família dels ostràcids i de l'ordre dels tetraodontiformes.

## Morfologia
- Els mascles poden assolir 23 cm de longitud total.[3]

## Hàbitat
És un peix marí, de clima tropical i associat als esculls de corall que viu entre 5-80 m de fondària.

## Distribució geogràfica
Es troba des de l'Àfrica oriental (incloent-hi la costa meridional atlàntica de Sud-àfrica) fins a les Hawaii, el sud del Japó i l'illa de Lord Howe.

## Costums
Els mascles són molt territorials.

## Observacions
És verinós per als humans.